# 成年晚期病人（善終）法令草案
成年晚期病人（善終）法令草案（英語：Terminally Ill Adults (End of Life) Bill；簡稱《協助死亡法案》（Assisted dying bill））是一項正在英國國會審議的議員私人草案。該法案旨在賦予罹患末期疾病成年人自願選擇結束生命的權利，並為協助死亡提供嚴格的醫療輔導程序和多重保障措施。
該法案由工黨國會議員金·利德比特提交，並於2024年11月11日公佈內容。目前而言，該法案已獲下議院三讀通過，正待上議院審議。

## 背景

### 歷史
截止2024年11月，協助死亡或安樂死在英國均屬違法行為，違者可被判處最高14年監禁。儘管法例嚴峻，協助死亡合法化的議題已在該國社會內部持續引發辯論，特別針對末期病患權益及生命自主權方面曾經引起爭議。
2002年，患有肌萎縮性側索硬化症的戴安娜·普雷提透過司法途徑，尋求法院批准其丈夫可不受檢控下協助她結束生命，但無論當時的英國法院或歐洲人權法院均駁回了她的請求。上議院堅稱生命權並不保障死亡權，而歐洲人權法院亦認為協助死亡刑事化涉及公眾利益，能防止濫用並保護弱勢群體。及後，多名晚期病人亦有公開爭取協助死亡的權利，包括托尼·尼克林森、諾爾·康威及保羅·蘭姆等。
2015年，時任工黨國會議員羅布·馬里斯曾提出了一項名為《協助死亡（第2號）法令草案》（英語：Assisted Dying (No 2) Bill）的議員私人草案，並獲各黨允許議員作自由投票。然而，該法案在二讀階段時，下議院以330票反對、118票贊成，否決繼續審議。2021年5月，無黨籍上議院議員莫莉‧米徹女男爵亦向該院提交涉及協助死亡的私人草案，然而法案於上議院完成二讀後未有完成餘下立法程序。
2024年3月13日，工黨黨魁施紀賢與艾絲特·蘭岑女爵士交談後，承諾工黨如果贏得下屆大選，國會議員將有機會投票決定協助自殺的問題。同年4月29日，下議院就一份涉及協助自殺的呈請書進行了辯論，而截至結束時該呈請書的聯署簽名數目已超過20萬。當時的保守黨辛偉誠政府回應呈請書是表示：「政府仍然認為，任何涉及這個敏感領域的法律修改都應由國會決定，屬於議員個人的良心考慮而非政府政策的一部分。如果國會希望修改協助自殺的相關法例，政府不會阻撓，而是會確保法例能夠按照國會的意圖得以執行」。
隨著對病患自主權的認識不斷加深以及醫療技術的進步，越來越多的民眾支持為末期病人設立合法的協助死亡制度。2024年10月14日，益普索所發表的一項民意調查結果顯示，百分之六十六受訪者表示支持病人在醫生的協助下選擇結束生命，而反對者佔百分之十六。

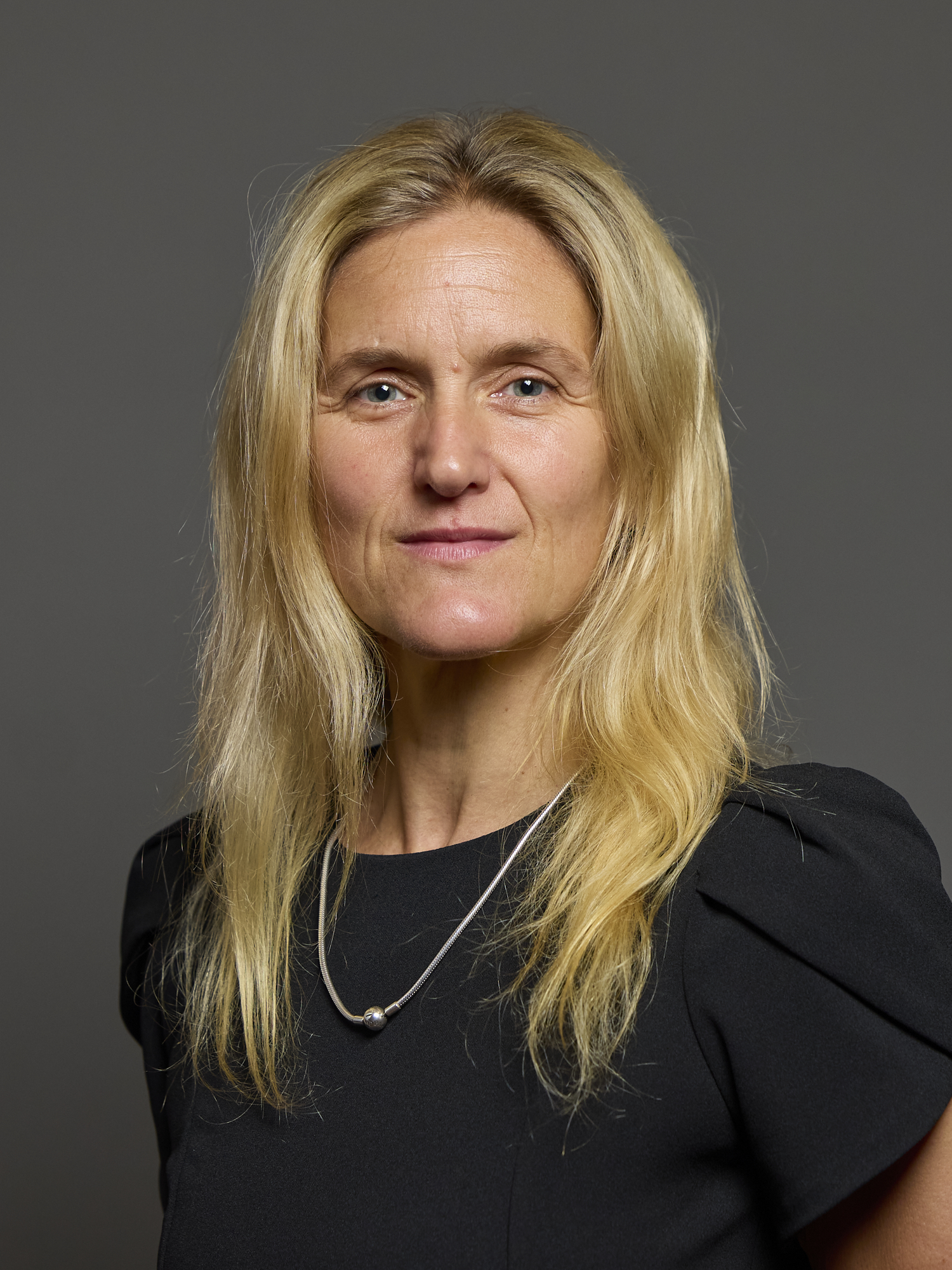
協助死亡法案發起人，工黨金·利德比特議員

### 法案緣由
斯彭谷選區國會議員金·利德比特表示，希望透過提出《協助死亡法案》，讓那些患有末期疾病且自願結束生命的成年人能夠在合法、受到嚴格監管的條件下選擇善終。她指目前的法律未能充分保障這些病人的福祉，導致許多患者在生命的最後階段面對極大痛苦及心理負擔，甚至可能選擇在悲劇性情況下自行了結生命。
她認為，「每個人都應該有權享有一個有尊嚴的生活，並在可能的情況下獲得一個有尊嚴的死亡。」
按照2025年6月20日的三讀結果，該法案成為英國史上首個獲成功通過的協助死亡法案。

## 立法過程
2024年9月5日，金·利德比特議員在新一屆下議院中，獲抽選為首位可提交議員私人草案的後座議員。10月3日，她宣布會向國會提交一份涉及協助死亡的法案。
2024年10月16日，《成年晚期病人（善終）法令草案》獲下議院首讀。法案全文則在同年11月11日對外公佈。
2024年11月29日，經過5小時的辯論，下議院以330票贊成，275票反對，二讀通過法令草案；蘇格蘭民族黨的9名國會議員均無投票。
2025年6月20日，經過5小時的辯論，下議院以314票贊成、291票反對，三讀通過法令草案。按照政黨黨籍的詳細分布如下：
| 政黨           | 贊成 | 反對 | 棄權 |
| -------------- | ---- | ---- | ---- |
| 工黨           | 224  | 160  | 15   |
| 保守黨         | 20   | 92   | 5    |
| 自由民主黨     | 56   | 15   | 2    |
| 苏格兰民族党   | 0    | 0    | 9    |
| 改革黨         | 2    | 3    | 0    |
| 綠黨           | 4    | 0    | 0    |
| 威爾斯黨       | 3    | 1    | 0    |
| 獨立議員       | 3    | 11   | 0    |
| 北愛爾蘭政黨   |      |      |      |
| 民主統一黨     | 0    | 5    | 0    |
| 社會民主工黨   | 1    | 0    | 1    |
| 北愛爾蘭聯盟黨 | 0    | 1    | 0    |
| 歐斯特統一黨   | 0    | 1    | 0    |
| 傳統統一之聲   | 0    | 1    | 0    |
| 獨立議員       | 0    | 1    | 0    |

## 內容摘要

### 合資格對象
任何居住在英格蘭及威爾斯的成年人，如符合以下準則才可要求終止生命：
- 患有持續惡化及不可逆的疾病或醫療狀況
- 合理預期的壽命為6個月或以下
- 具備足夠的心智能力，作出醫療決定
- 並非在受壓迫或被施加壓力的情況下作出決定

### 程序
晚期病人需要先向醫生分兩次提交表達其終止生命意圖的聲明，並由兩名註冊醫生獨立評估及確認該病人符合法案所列出的資格；而兩份聲明的提交日期須相距至少7天。其後，病人需再向由精神科醫生、社工及法律工作者組成的三人小組呈上相關其聲明及兩名醫生的意見書，並須獲專家小組審核及全體成員不反對，確保其決定是出於自願並知情的。其後，病人需在獲准許的14天後再次宣告其善終的意願，方可合法獲得協助死亡的輔導。
有關醫生會向有關病人提供自殺藥物並從旁監察，但病人須自行或由醫療機器輔助服用藥物。在整個過程中，任何醫護人員沒有責任向病人提供協助。

### 罪行
為確保任何晚期病人不會受其他人的影響下請求結束生命，法案明文禁止任何人透過「不誠實、脅迫或施加壓力」誘導他人：
- 作出終止生命的聲明，或不取消該聲明
- 自行服用經合法提供並獲批准的自殺藥物

一經定罪，最高刑罰為監禁14年。
再者，法案同時免除協助死亡的人士之刑事責任。

### 行政架構
按照法案內容，新設的自願協助死亡專員將負責主管協助自殺的法定程序及委任專家小組成員。專員一職須由現任或前任最高法院、上訴法院或高等法院的法官擔任，由英國首相委任。
再者，英格蘭國民保健署及威爾斯國民保健署將會設立專屬協助死亡的支援服務團隊，包括向醫護人員提供訓練及專業守則。英國衛生及社會關懷大臣亦須為兩地指定適用自殺藥物。

## 反應

### 政界
按照慣例，由於法案涉及道德議題，所有國會議員可以進行自由投票而無需受黨紀約束。內閣秘書長曾發信表示，英國政府就該法案議題上保持中立，即所有政府大臣不須跟隨內閣的意向投票。

#### 支持陣營
支持法案的議員包括：
- 首相施紀賢（  工黨）[24]

- 能源安全及淨零大臣文立彬（  工黨）
- 就業及退休保障大臣簡麗詩（  工黨）
- 文化傳媒及體育大臣藍麗珊（  工黨）[25]
- 前首相辛偉誠（  保守黨）

- 前反對黨黨鞭盧克·埃文斯（英语：Luke Evans (politician)）（  保守黨）
- 自由民主黨副黨魁黛西·顧柏（英语：Daisy Cooper）（  自由民主黨）

#### 反對陣營
反對法案的議員包括：
- 副首相韋雅蘭（  工黨）[26]
- 衛生及社會關懷大臣施卓添（  工黨）[27]
- 司法大臣馬曼婷（  工黨）[28]
- 商業及貿易大臣韋諾韜（  工黨）[29]
- 下議院之母（英语：Mother of the House (United Kingdom)）艾德雅（  工黨）
- 反對黨領袖栢丹娜（  保守黨）
- 自由民主黨黨魁戴宏（  自由民主黨）[30]
- 改革黨黨魁奈傑爾·法拉奇（ 英國改革黨）

### 醫學及衛生服務界
英國醫學會一向對協助死亡議題，秉持中立立場。會方表示，法案應為醫生提供主動權以選擇或拒絕參與協助死亡的程序。
不同專業組織的調查顯示，醫護人員對協助死亡的支持度不一。例如，2023年英格蘭皇家外科醫學院的調查顯示，53%的受訪者支持引入協助死亡制度，反對者佔25%；而倫敦皇家內科醫師學會的2019年調查則顯示，31%的受訪者表達支持，反對者佔43%。

### 宗教團體
多名宗教領袖聯署反對《成年晚期病人（善終）法令草案》，包括英格蘭和威爾斯天主教會總主教文森特·尼科爾斯樞機、根德伯里大主教賈斯汀·韋爾比、首席拉比伊弗萊姆·米爾維斯、清真寺和伊瑪目國家顧問委員會主席卡里·阿西姆伊瑪目。他們一致認為，協助自殺的合法化可能對弱勢群體造成負面影響，並改變醫療專業人員的角色，使其從「照護者」變為「生命終結者」。他們強調，應優先改善緩和照顧，而非通過立法允許協助死亡。同時，他們呼籲政府加強對緩和照顧的資助，以確保所有病患在生命末期都能獲得適當的照護和支持，並維護生命的神聖性。
《觀察家報》的一項調查發現，保守派的多個基督教壓力團體疑似秘密資助和協調各種反對協助死亡的草根運動，導致表面看似由醫護人員和殘疾人士自發組織而成；涉及團體包括基督教醫學團契及基督教行動、研究與教育，與、等運動有未公開的財務和營運聯繫。有學者指出相關秘密聯繫有可能會誇大反對意見的聲量，影響公共政策辯論的透明性及建設性，甚至誤導國會議員的投票意向。

### 弱勢社群
2024年11月20日，行政總裁表示，英國對於殘疾人士的醫療和獨立生活支援仍然不足，而法例往往無法真正保障他們的權益；即使該機構對忍受痛苦並希望掌控生命權的殘疾人士深表同情，但希望政府確保應優先改善殘疾人士的生活質素，而不是著手推動協助死亡的法案。

### 公眾
2024年11月22日，YouGov所發表的一項民意調查結果顯示，73%的受訪者支持該法案，僅有13%表示反對。值得注意的是，無論受訪者的政治傾向、性別認同、年齡或社會階層，各群體均展現出顯著的支持傾向，反映該法案在英國社會中獲得廣泛認可。